# The Eight Dimensions
 (février 2024).
Si vous disposez d'ouvrages ou d'articles de référence ou si vous connaissez des sites web de qualité traitant du thème abordé ici, merci de compléter l'article en donnant les références utiles à sa vérifiabilité et en les liant à la section « Notes et références ».
Albums de Jay Chou
Fantasy
(2001) Ye Hui Mei
(2003)
The Eight Dimensions (八度空間) est le troisième album de l'artiste taïwanais Jay Chou. Il est sorti le 19 juillet 2002.
Cet album a été nommé cinq fois lors du 14e gala de Golden Melody Awards et a remporté le prix du meilleur album vendu de l'année par Hong Kong Top Sales Music Awards. Les chansons Secret Sign, Back to the Past et Finale Battle ont été sélectionnées respectivement 1er, 5e et 42e rang du top 100 des singles de l'année de Hit FM.

## Liste des titres
| 1.    | Orc (半獸人 - Ban Shou Ren)                                         | 4:05 |
| 2.    | Peninsula Metal Box (半島鐵盒 - Ban Dao Tie He)                     | 5:17 |
| 3.    | Secret Signal (暗號 - An Hao)                                       | 4:28 |
| 4.    | Dragon Fist (龍拳 - Long Quan)                                      | 4:32 |
| 5.    | Where is the Train Going? (火車叨位去 - Huo Che Dao Wei Qu)         | 4:34 |
| 6.    | Split (分裂 - Fen Lie)                                              | 4:12 |
| 7.    | Grandfather's Tea (爺爺泡的茶 - Ye Ye Pao De Cha)                   | 3:57 |
| 8.    | Back to the Past (回到過去 - Hui Dao Guo Qu)                        | 3:51 |
| 9.    | Milan's Little Blacksmith (米蘭的小鐵匠 - Mi Lan De Xiao Tie Jiang) | 3:58 |
| 10.   | Finale Battle (最後的戰役 - Zui Hou De Zhan Yi)                     | 4:11 |
| 43:05 |                                                                     |      |